# Mazda2
Mazda2 (яп. マツダ・ツー, Matsuda Tsū) — компактні автомобілі класу суперміні, що виготовляються компанією Mazda з 2002 року і прийшли на заміну Mazda 121. На азійському ринку називаються Mazda Demio.
Друге покоління Mazda2 отримало титул «Всесвітній автомобіль року 2008», а третє покоління було визнано «Японським автомобілем року» 2014—2015 років.
Модель третього покоління продавалася в Північній Америці як Scion iA і Toyota Yaris, Yaris iA і Yaris R.
Окрема бензиново-гібридна версія на базі Toyota Yaris Hybrid продається в Європі під тим ж шильдиком Mazda2 з 2022 року разом із бензиновою Mazda2 третього покоління.

## Перше покоління (DY; 2002—2007)
Перше покоління Mazda2 замінило модель Demio в 2002 році. Автомобіль побудований на платформі Ford Fusion, яка в свою чергу базується на глобальній платформі Ford B3 від Ford Fiesta. Для європейського ринку модель виготовлялась на заводі Ford в Валенсії, Іспанія.

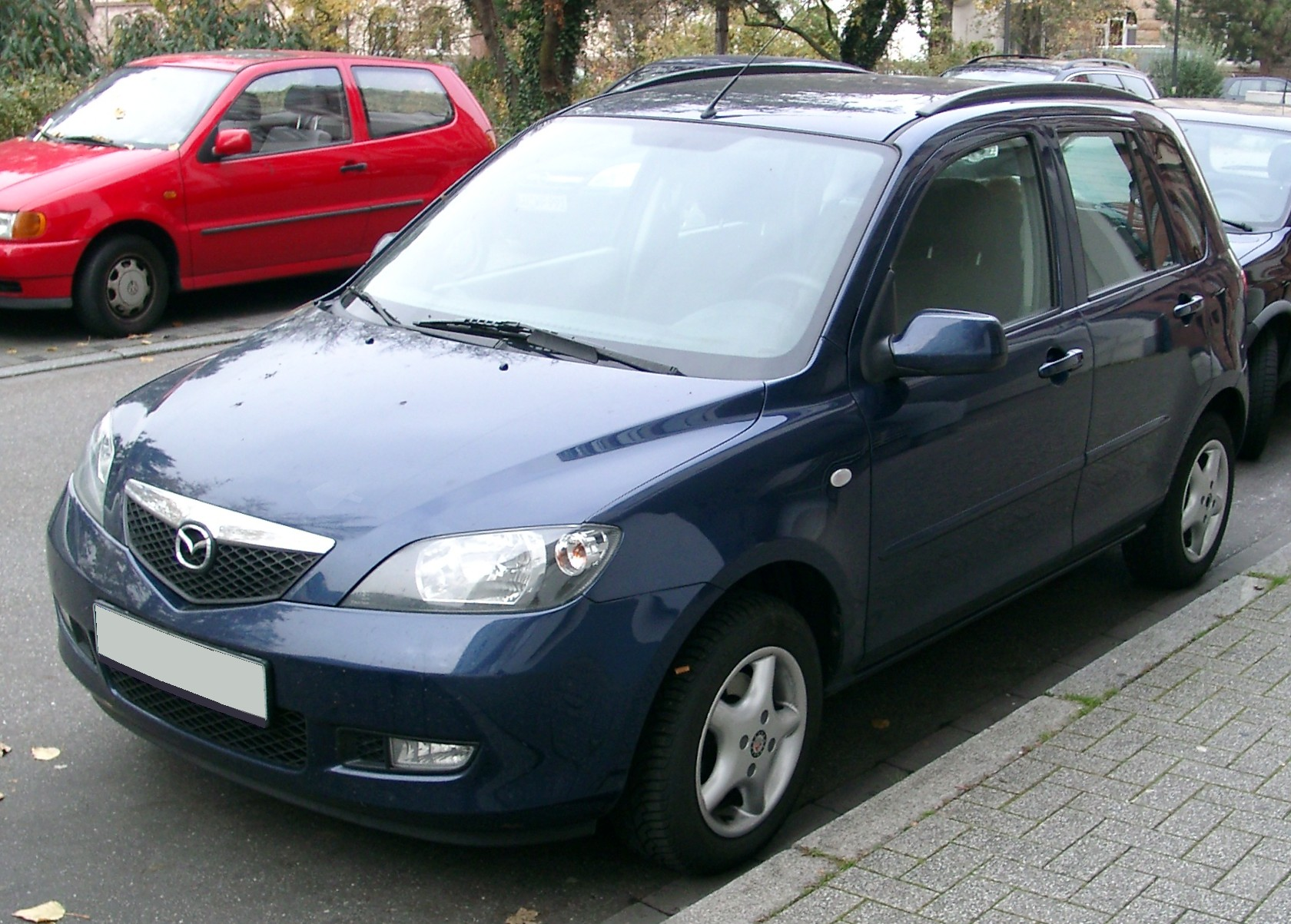
Mazda2 (2003-2005)
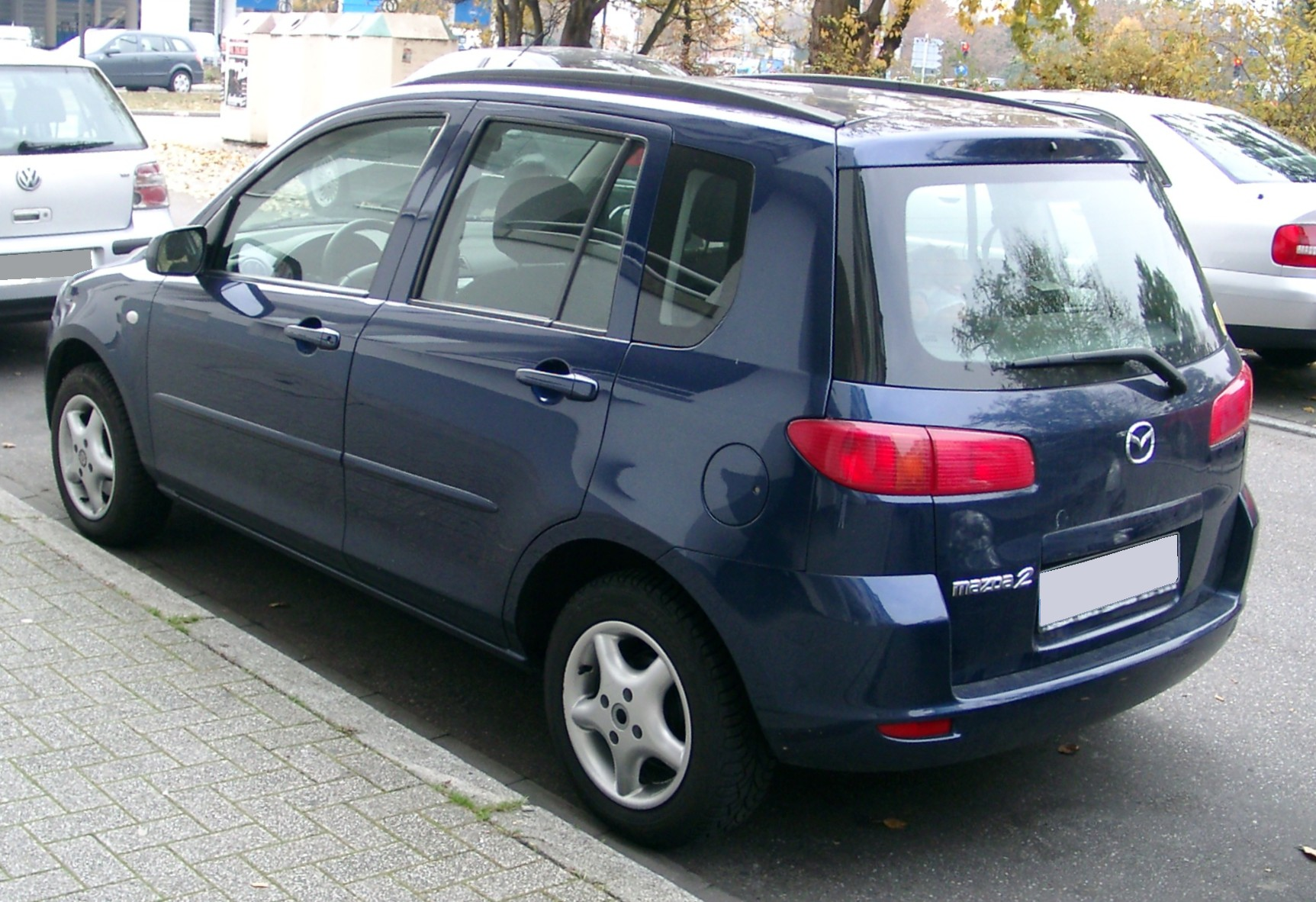
Mazda2 (2003-2005)
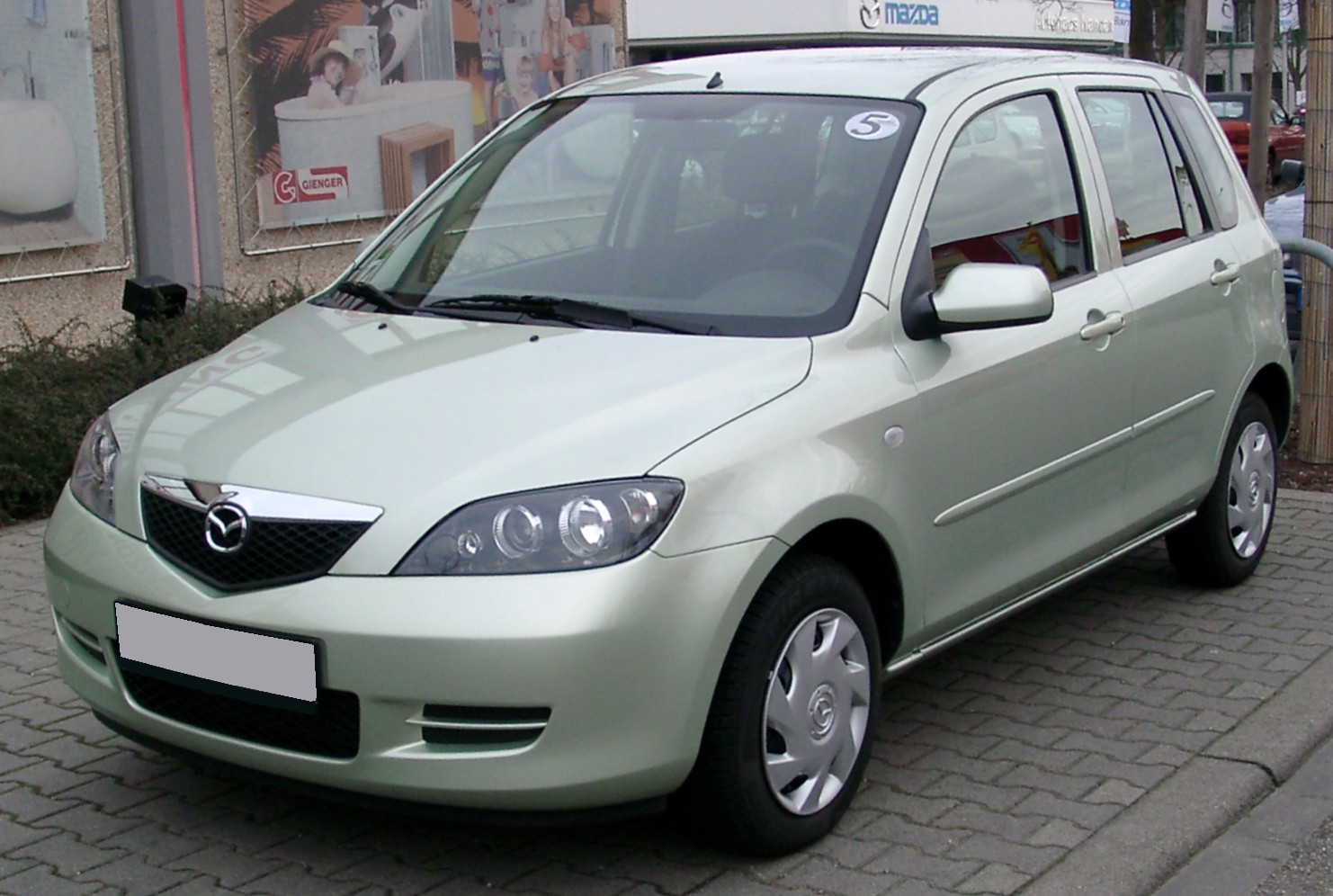
Mazda2 (2005–2007)
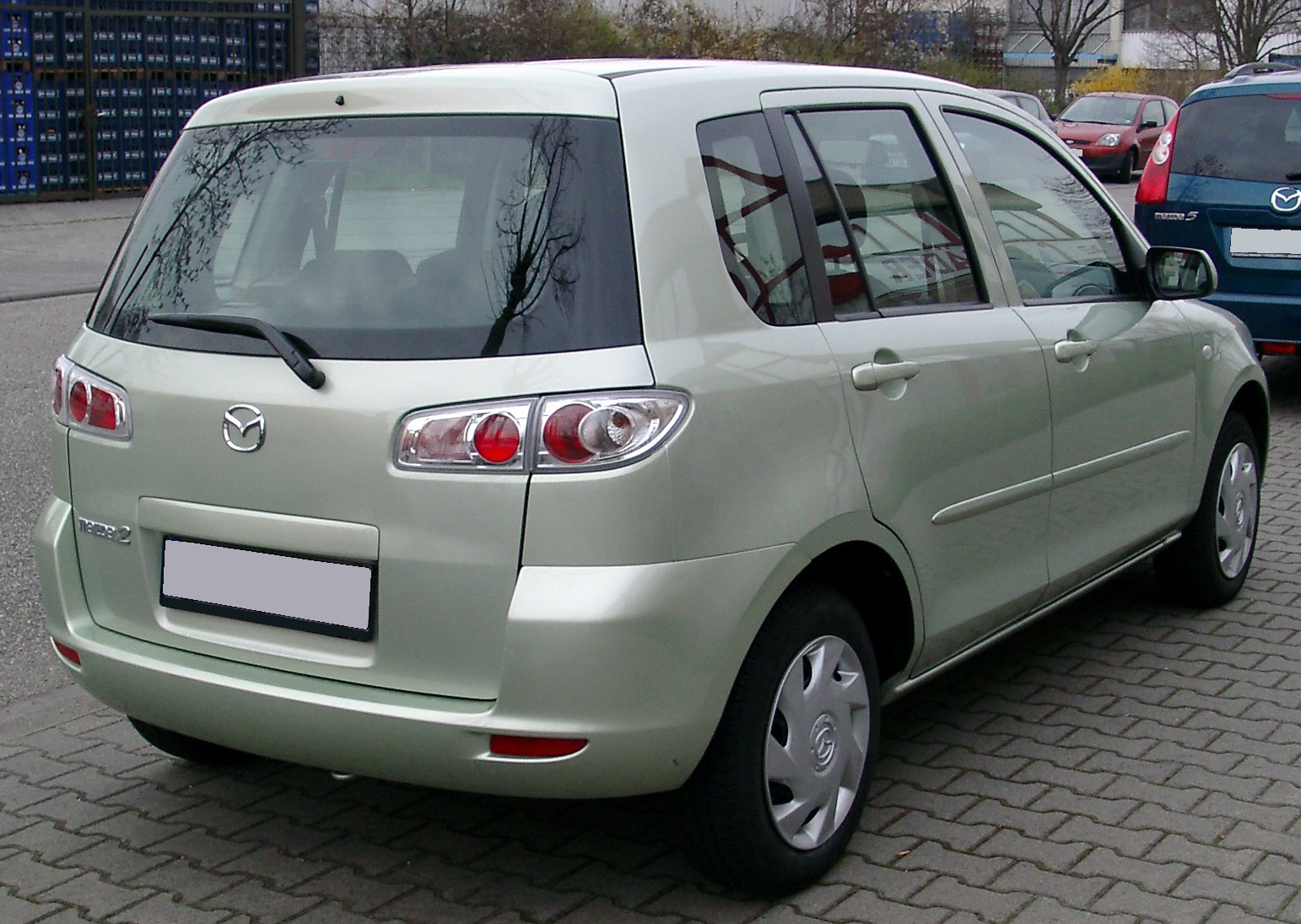
Mazda2 (2005–2007)
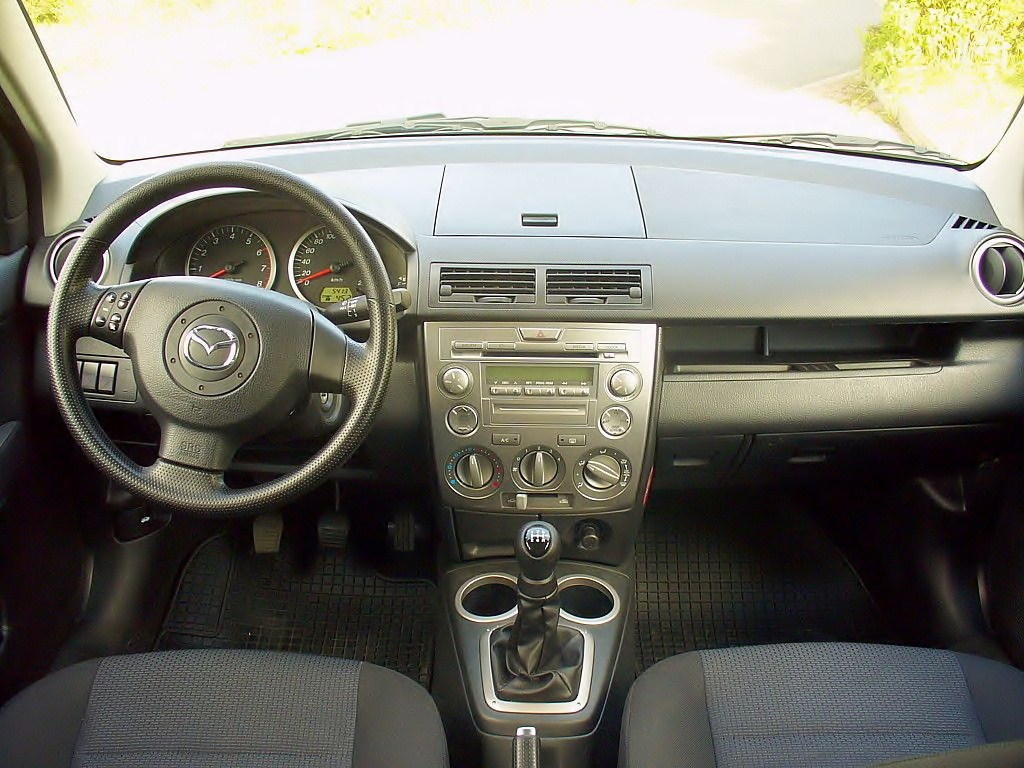
Вигляд салону

### Двигуни
| Модель      | Об'єм    | Потужність                      | Крутний момент        | КПП                   | Роки випуску |
| ----------- | -------- | ------------------------------- | --------------------- | --------------------- | ------------ |
| Бензинові   |          |                                 |                       |                       |              |
| 1.25 l MZI  | 1242 см³ | 55 kW (75 к.с.) при 4000 об/хв  | 110 Нм при 4000 об/хв | 5-ст. МКПП            | 2003–2007    |
| 1.4 l MZI   | 1388 см³ | 59 kW (80 к.с.) при 3500 об/хв  | 124 Нм при 3500 об/хв | 5-ст. МКПП 5-ст. АКПП | 2003–2007    |
| 1.6 l MZI   | 1596 см³ | 74 kW (101 к.с.) при 4000 об/хв | 146 Нм при 4000 об/хв | 5-ст. МКПП            | 2003–2007    |
| Дизельний   |          |                                 |                       |                       |              |
| 1.4 l MZ-CD | 1399 см³ | 50 kW (68 к.с.) при 2000 об/хв  | 160 Нм при 2000 об/хв | 5-ст. МКПП 5-ст. АКПП | 2003–2007    |

## Друге покоління (DE/DH; 2007—2014)
Предвісником нового покоління Mazda 2, став концепт-кар Mazda Sassou, який був показаний у 2005 році на автосалоні у Франкфурті. Дизайн цього авто використали в другому поколінні моделі.
Двигуном цього авто став 3-ри циліндровий 1,0 л. DISI turbocharger.
Автомобіль другого покоління дебютував на автосалоні в Женеві 2007 року і побудований на платформі Ford Fiesta 2008 року. Автомобіль пропонується у вигляді 3-х або 5-ти дверного хетчбеків, н—а деяких ринках пропонується у вигляді седана.
У 2010 році вийшов рестайлінг хетчбека В-класу. Модель трішки освіжили і додали нову комплектацію.

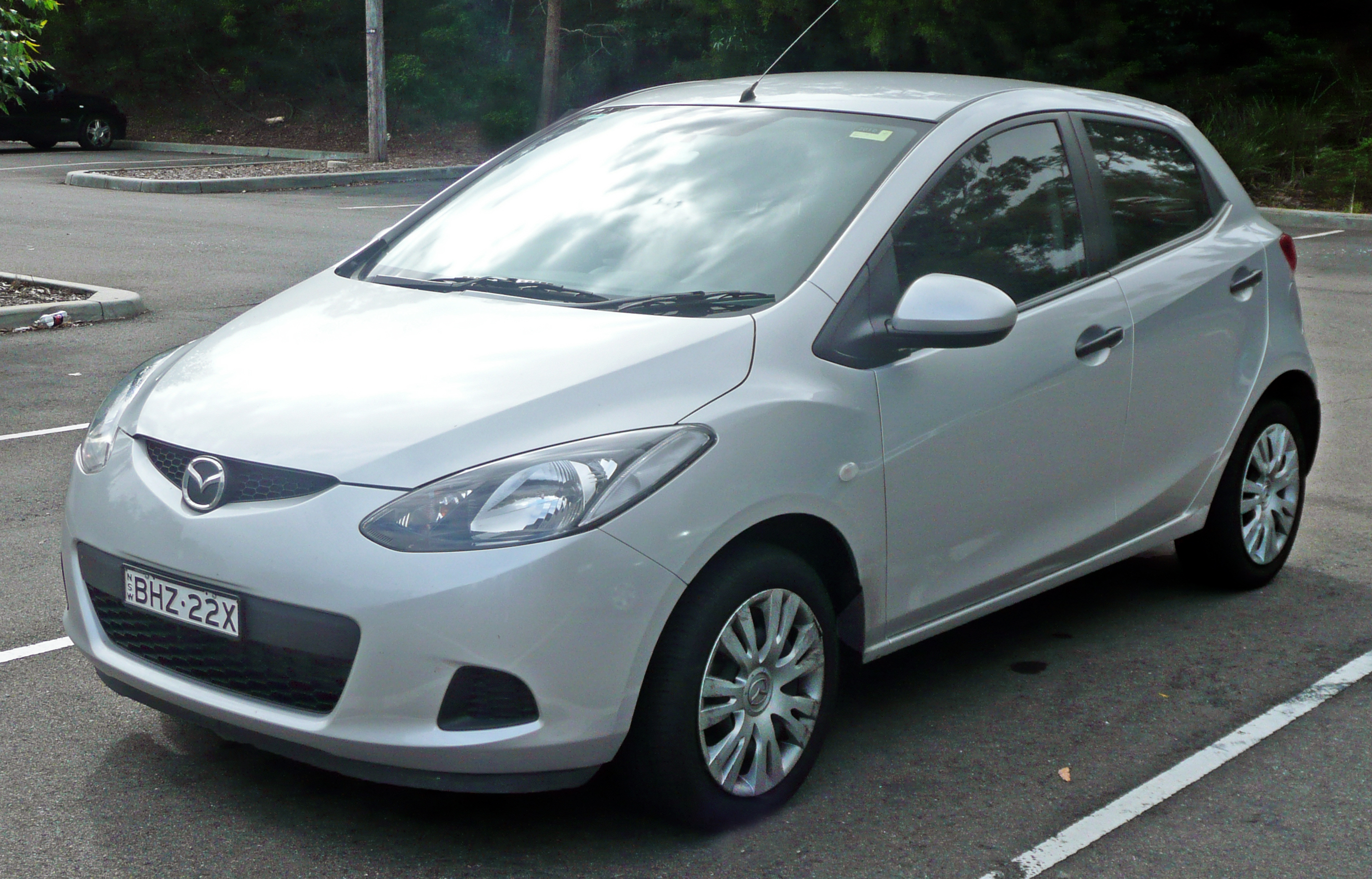
Mazda2 (DE) (2007—2010)
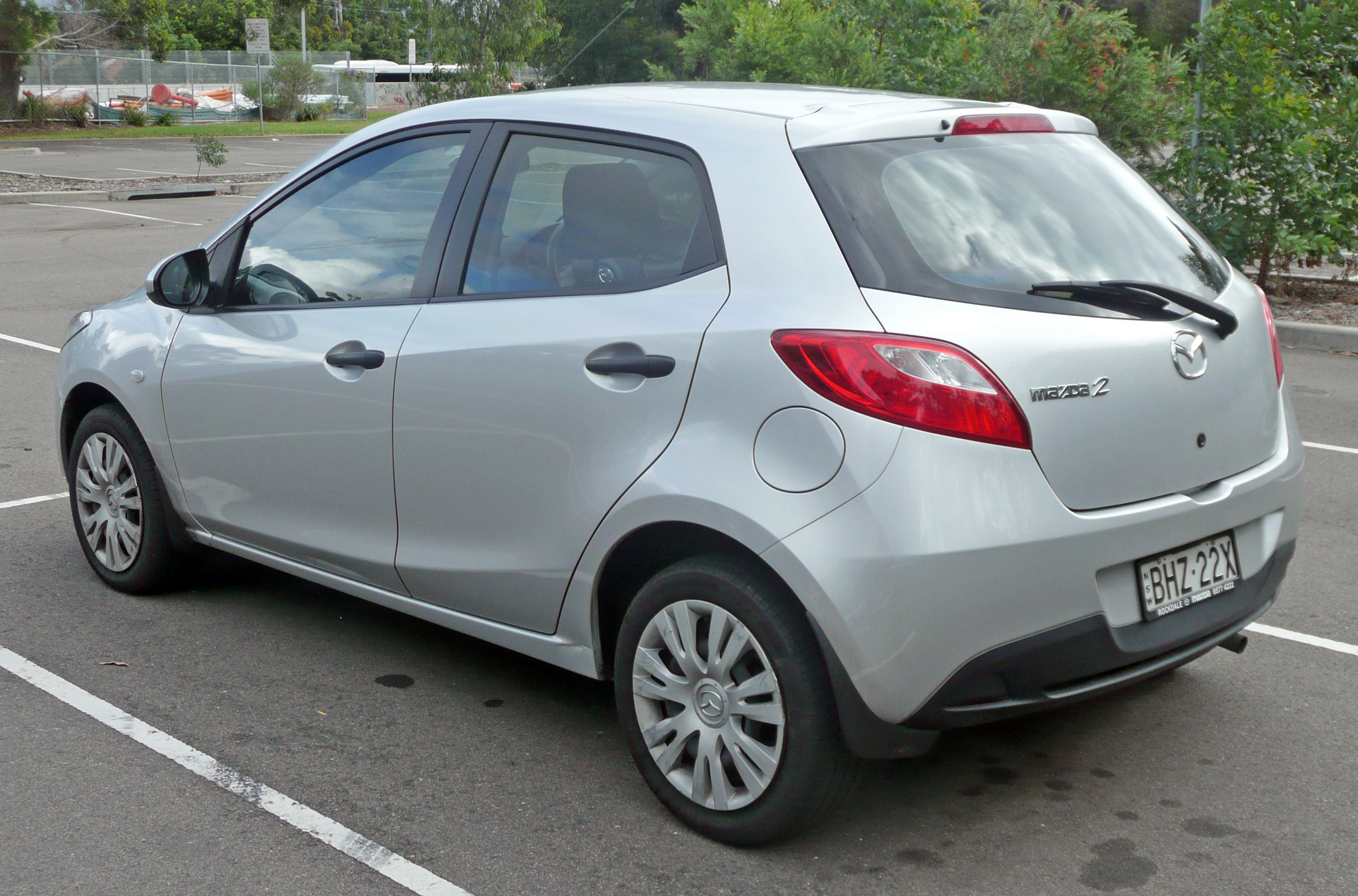
Mazda2 (DE) (20072010)
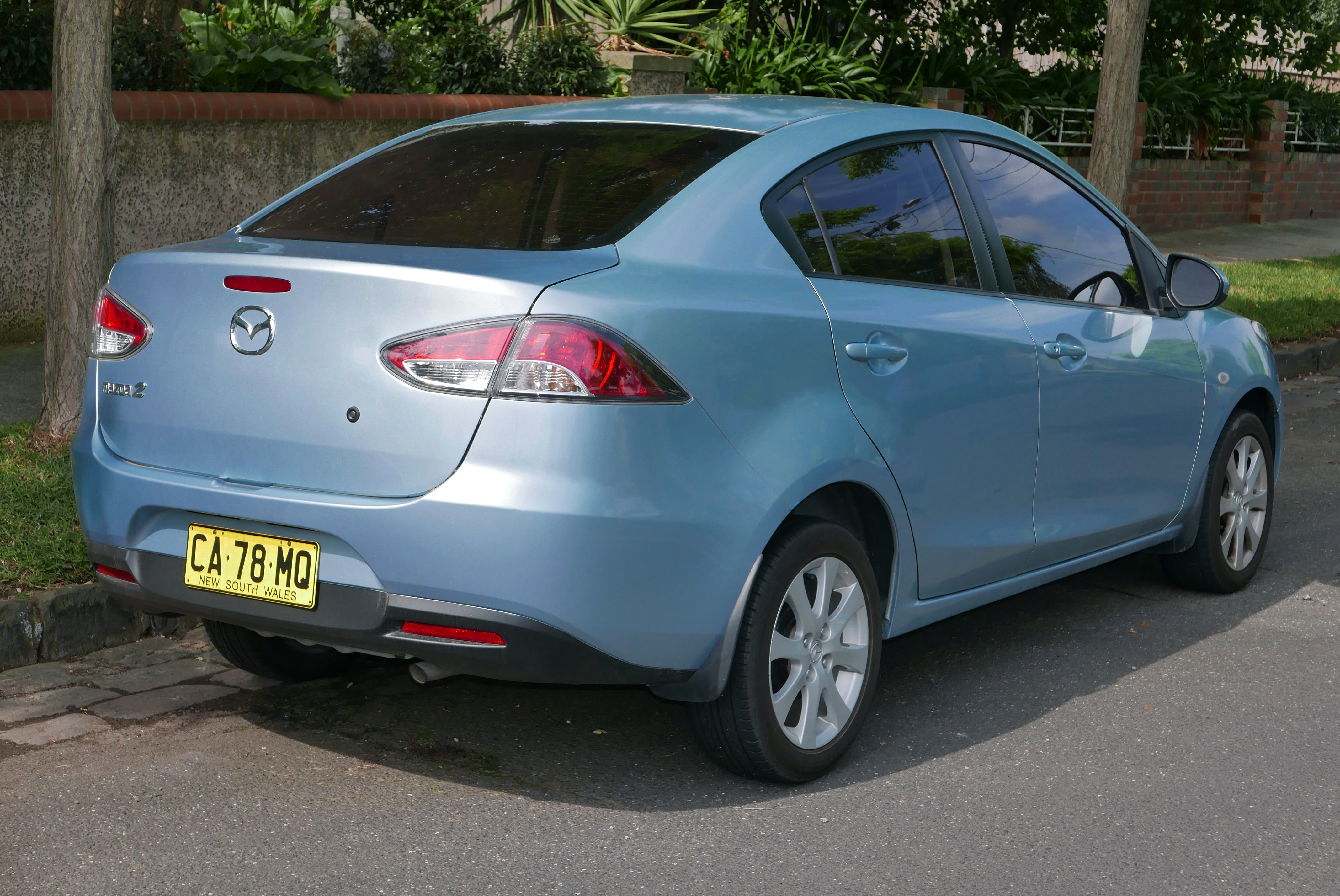
Mazda2 седан (DH) (2008—2014)
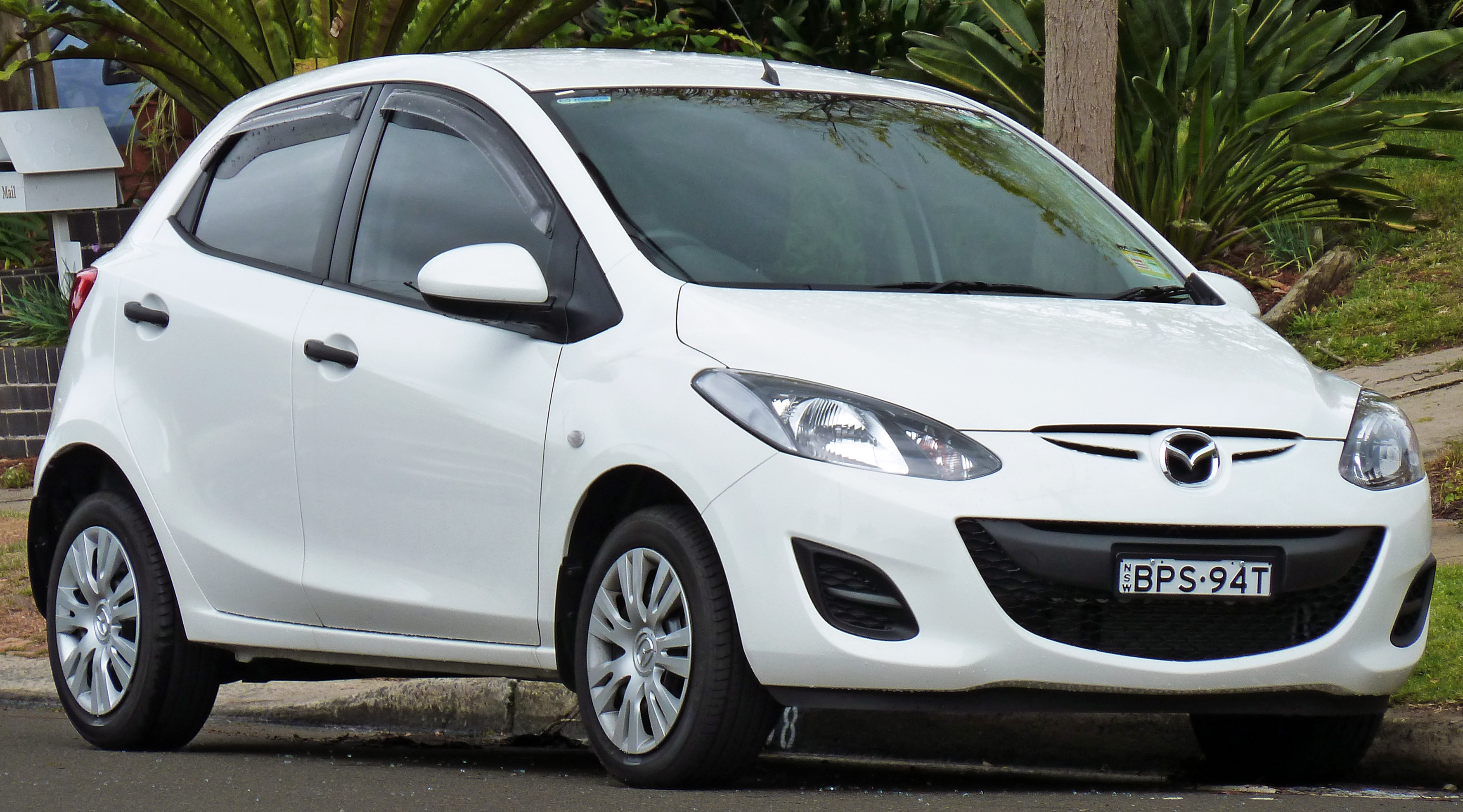
Mazda2 (DE) (2010—2014)
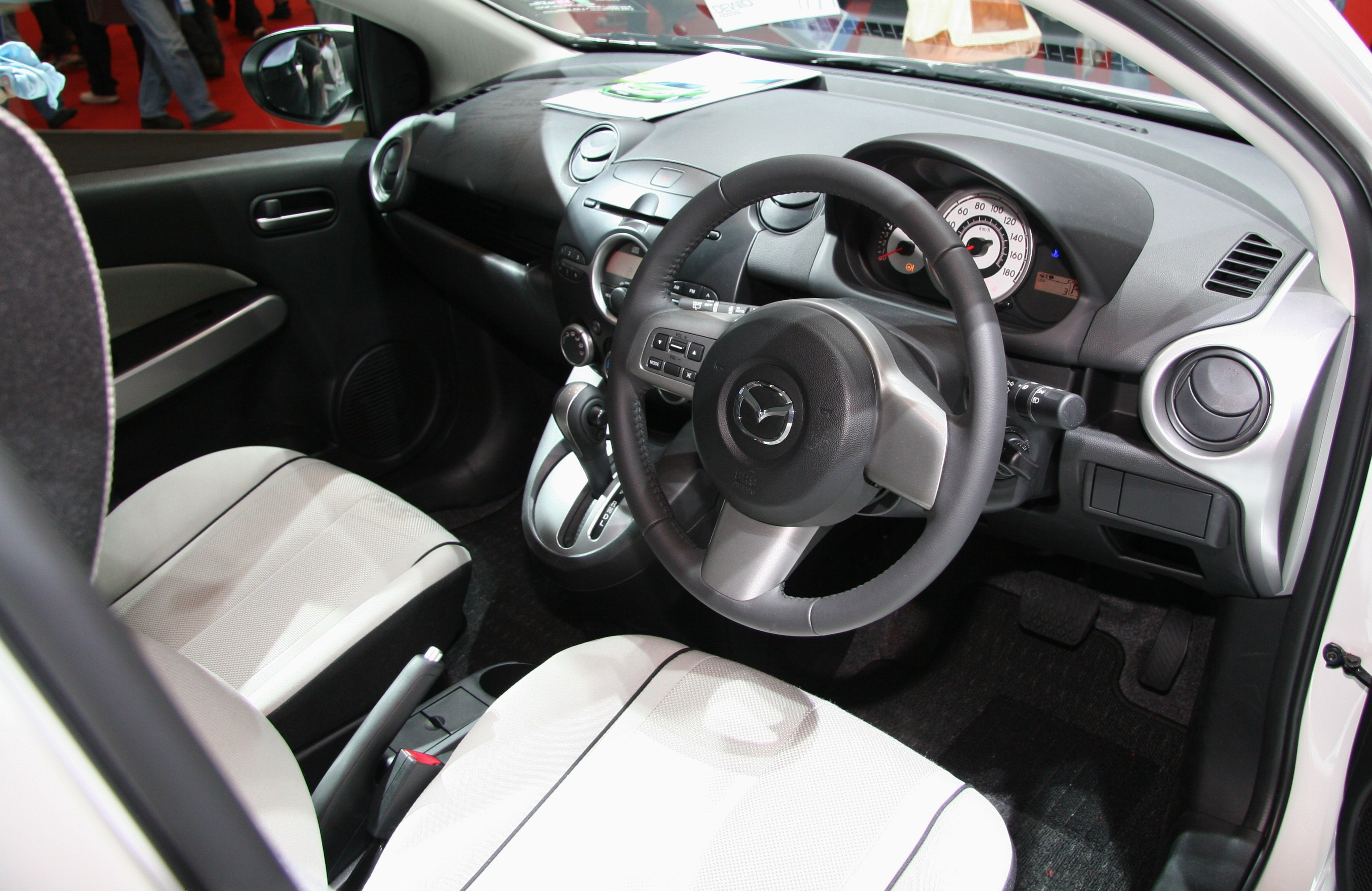
інтер'єр салону Mazda2 (DE)
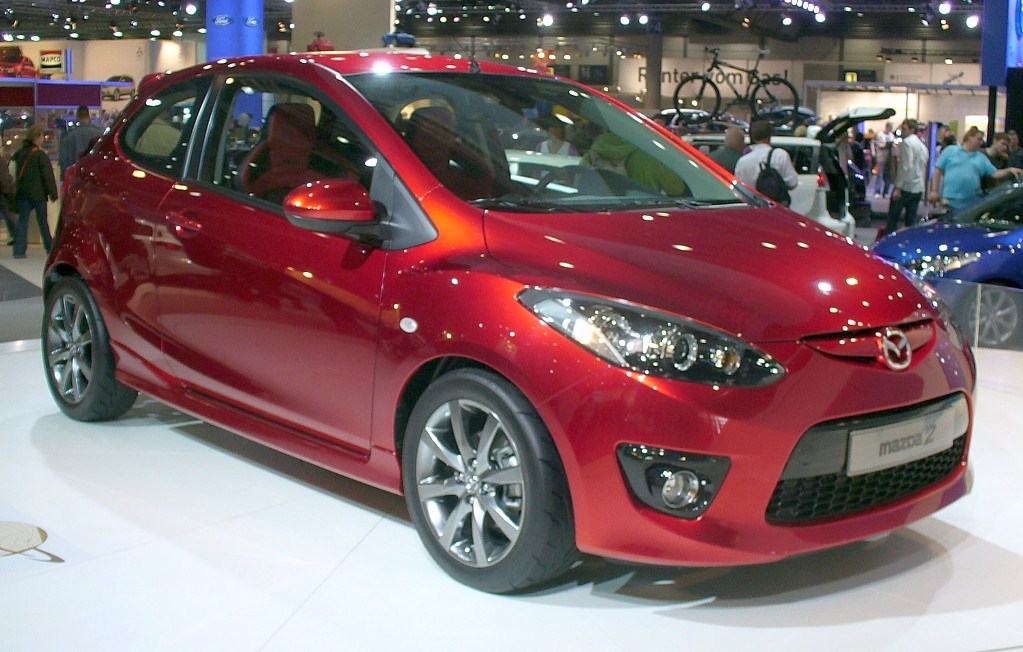
Mazda2 Спорт "Dynamic"

### Двигуни
| Модель      | Об'єм    | Потужність                      | Крутний момент        | КПП        | Роки випуску    |
| ----------- | -------- | ------------------------------- | --------------------- | ---------- | --------------- |
| Бензинові   |          |                                 |                       |            |                 |
| 1.3 l MZR   | 1349 см³ | 55 kW (75 к.с.) при 6000 об/хв  | 121 Нм при 3500 об/хв | 5-ст. МКПП | з 10/2007       |
| 1.3 l MZR   | 1349 см³ | 63 kW (86 к.с.) при 6000 об/хв  | 122 Нм при 3500 об/хв | 5-ст. МКПП | з 10/2007       |
| 1.5 l MZR   | 1498 см³ | 76 kW (103 к.с.) при 6000 об/хв | 137 Нм при 4000 об/хв | 5-ст. МКПП | з 10/2007       |
| Дизельні    |          |                                 |                       |            |                 |
| 1.4 l MZ-CD | 1399 см³ | 50 kW (68 к.с.) при 4000 об/хв  | 160 Нм при 2000 об/хв | 5-ст. МКПП | 10/2007-06/2009 |
| 1.6 l MZ-CD | 1560 см³ | 66 kW (90 к.с.) при 4000 об/хв  | 212 Нм при 1750 об/хв | 5-ст. МКПП | з 06/2009       |

### Безпека
| Зірки в Euro NCAP з Краш-тесту |

## Третє покоління (DJ/DL; з 2014)

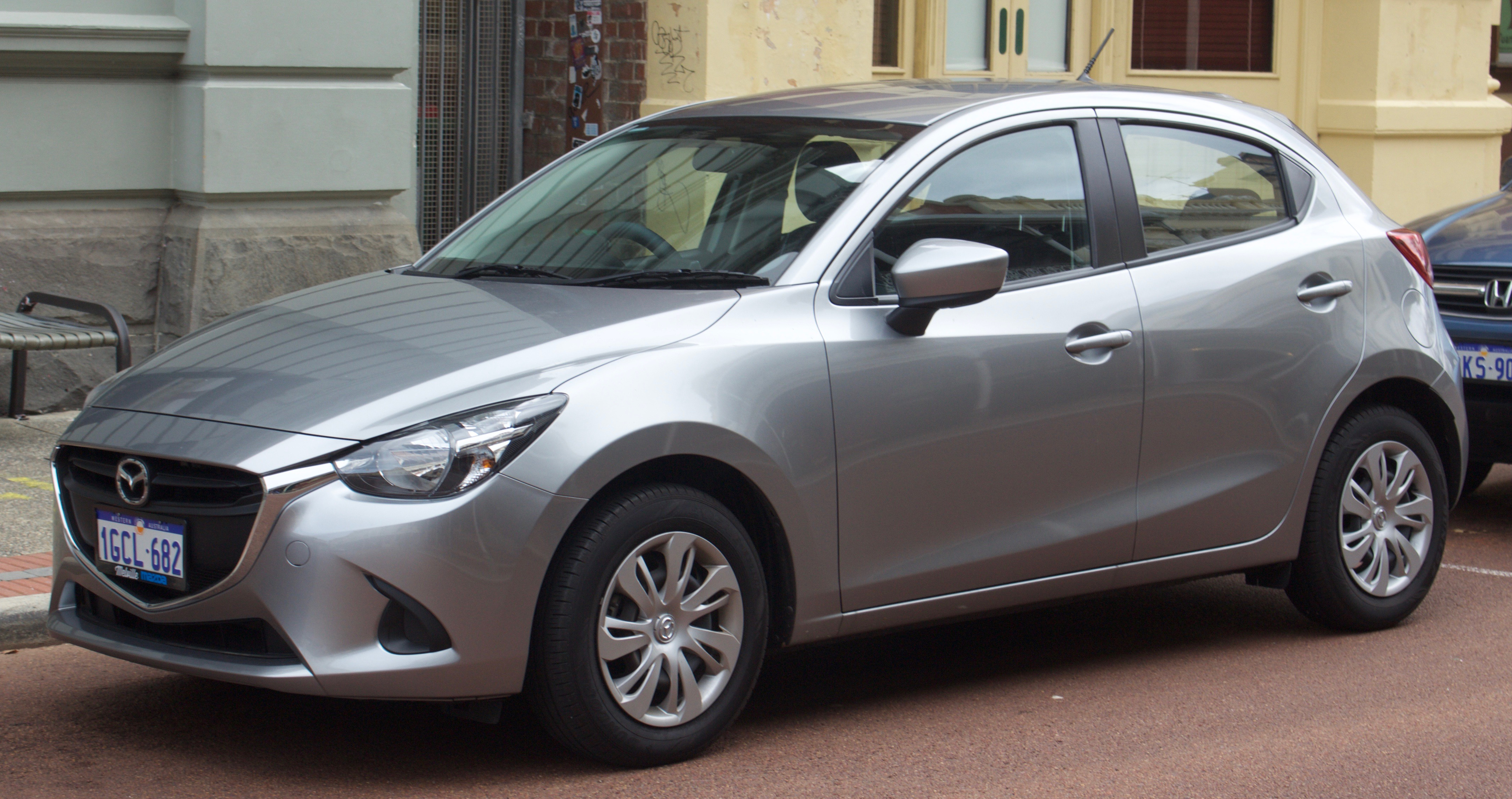
Mazda 2 (DJ)

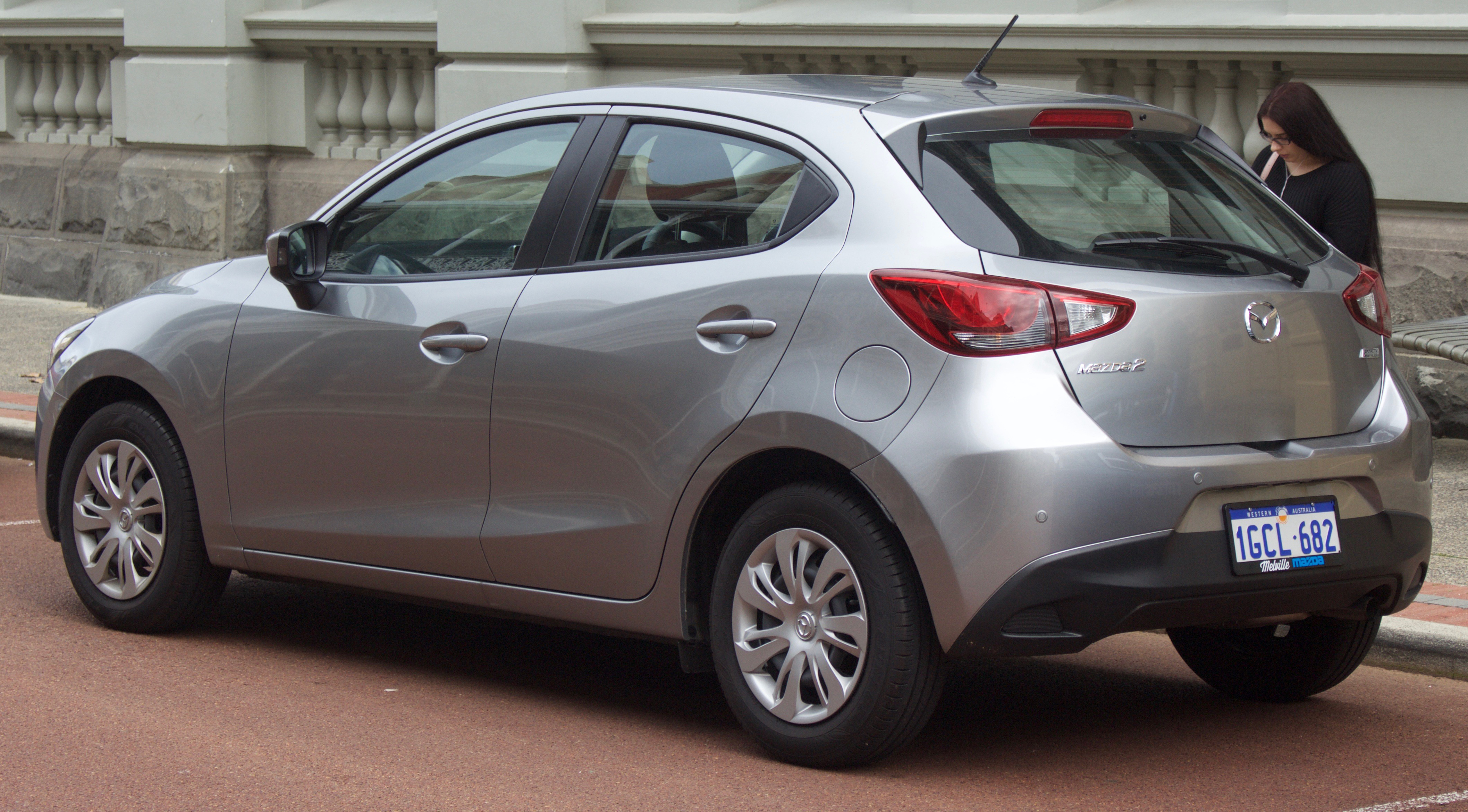
Mazda 2 (DJ)

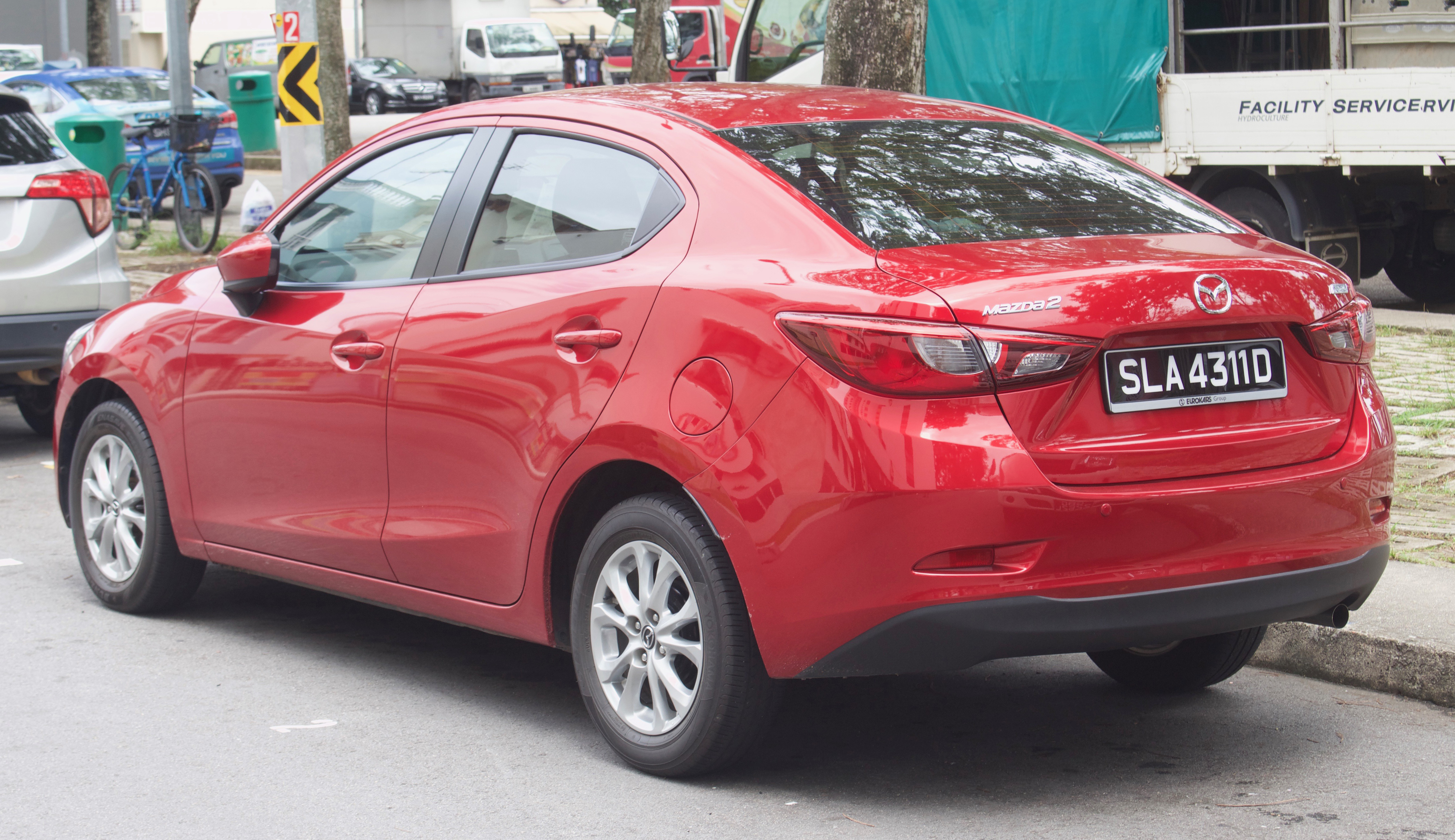
Mazda 2 (DL)

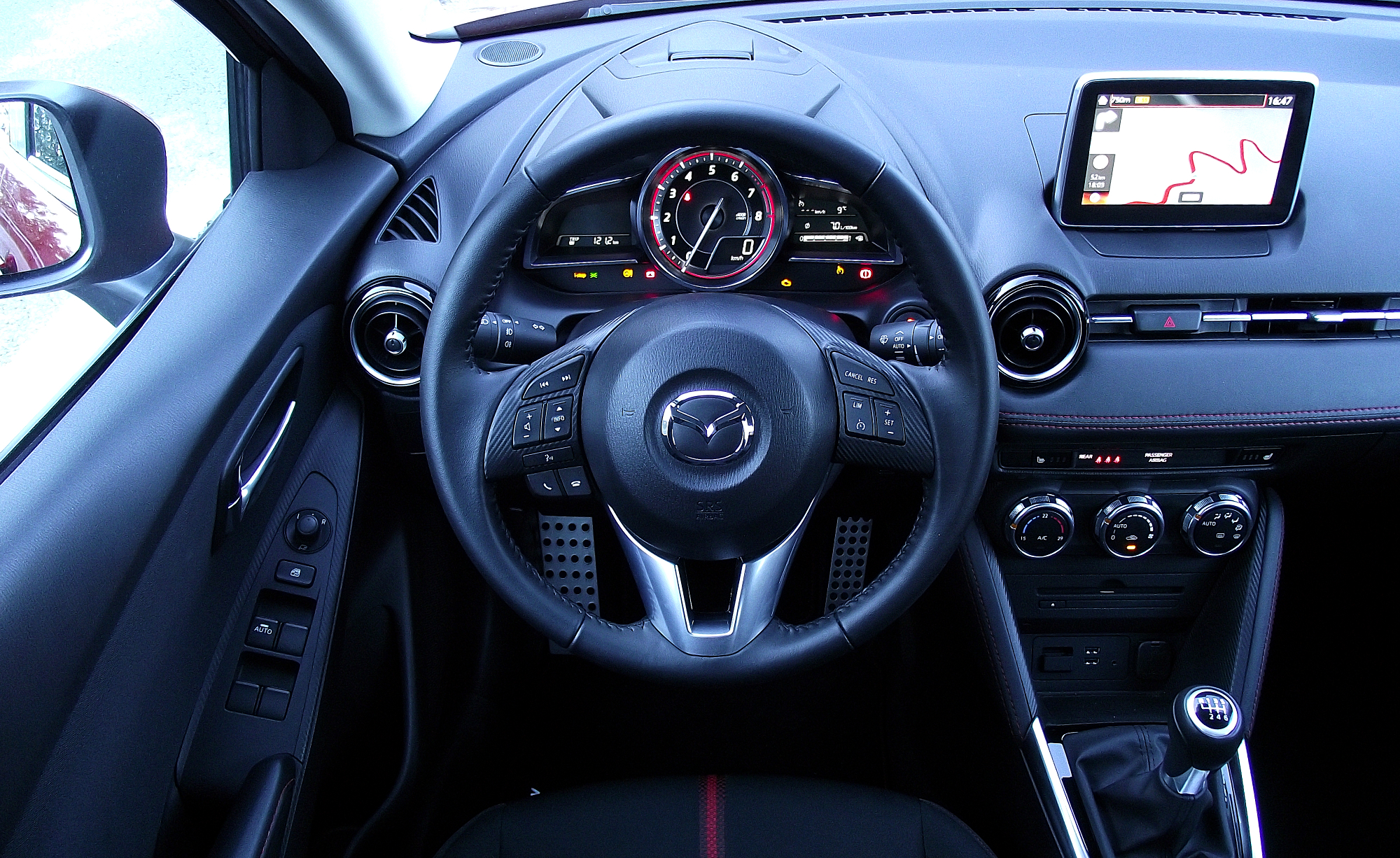
інтер'єр

В 2014 році на Женевському автосалоні, був представлений концепт Mazda Hazumi, а серійна версія авто, була представлена того ж року в Парижі.
Тепер модель будується на спрощеній та укороченій платформі старшої моделі Mazda 3. На внутрішньому ринку модель носить назву DEMIO, для інших країн просто «двійка».
Дизайн нового покоління виконаний у фірмовому стилі, який носить назву KODO. Нове покоління отримало нову для себе технологію — SkyActiv. Суть технології полягає в тому, що кузов, двигуни, шасі і коробки передач автомобіля розроблені з урахуванням технічних особливостей і характеристик один одного. «Двійка» обзавелась передньою незалежною підвіскою, що включає стійки МакФерсон, і задньою підвіскою напівнезалежного типу, основою якої є торсіонна балка. Автомобіль виключно передньоприводний. Застосування технології SkyActiv при виготовленні кузова дозволило забезпечити споряджену масу, що не перевищує 1000 кг. Габаритні характеристики авто такі: довжина — 4060 мм (що на 160 мм більше попередника), ширина — 1730 мм (+35 мм), висота — 1500 мм (+25 мм), колісна база авто тепер складає 2570 мм, а кліренс 140 мм.
За твердженням офіційних представників японської компанії, нова Mazda 2 комплектуватиметься декількома силовими агрегатами, серед яких, два бензинових мотори і один турбодизель.
Всі мотори відповідають екологічним нормам викидів Євро-6, а завдяки новим технологіям вони стали більш економічними. Так, 1,5-літровий дизельний двигун Skyactiv-D, маючи потужність в 105 к.с. і крутним моментом в 220 Нм, в змішаному циклі споживає не більше 3,5 літрів дизельного палива.
Лінійку бензинових моторів представляють два чотирициліндрових агрегати Skyactiv-G. Потужність початкового мотора робочим об'ємом 1,3 літра становить 100 к.с., цей двигун є базовим мотором для нового хетчбека. Другий бензиновий двигун має робочий об'єм в 1,5 літра і в залежності від налаштувань може розвивати 90 або 115 к.с. потужності. У пару до представлених двигунів виробник пропонує 6-ступінчасті механічну й автоматичну коробки передач.
Базові моделі SE комплектуються: 15-дюймовими сталевими колесами, Bluetooth і кондиціонером. Модифікації SE-L поставляються з: легкосплавними дисками, електропривідними задніми стеклами, круїз-контролем і шкіряною обшивкою керма. Топові спортивні модифікації Мазда 2 комплектуються: великими легкосплавними дисками, автоматичними фарами і двірниками, клімат-контролем, безключовим доступом, заднім парктроніком і супутниковою навігацією.

### Двигуни
- 1.3 л SkyActiv-G I4 100 к.с.
- 1.5 л SkyActiv F-P5-G I4 75 к.с. 135 Нм
- 1.5 л SkyActiv F-P5-G I4 90 к.с. 148 Нм
- 1.5 л SkyActiv F-P5-G I4 115 к.с. 148 Нм
- 1.5 л SkyActiv-D I4 (diesel) 105 к.с. 220 Нм

### Scion iA/Toyota Yaris iA/Toyota Yaris (Північна Америка)
У той час як Mazda2 виробляється в Північній Америці на заводі Mazda в Мексиці, компанія не продавала автомобіль в Канаді або Сполучених Штатах (за винятком Пуерто-Ріко). Натомість Mazda2 продавалася Toyota Motor North America на цих ринках у період з 2015 по 2020 рік. Перейменовані Mazda отримали різні коди моделей, що починаються з DA, DB або DD.

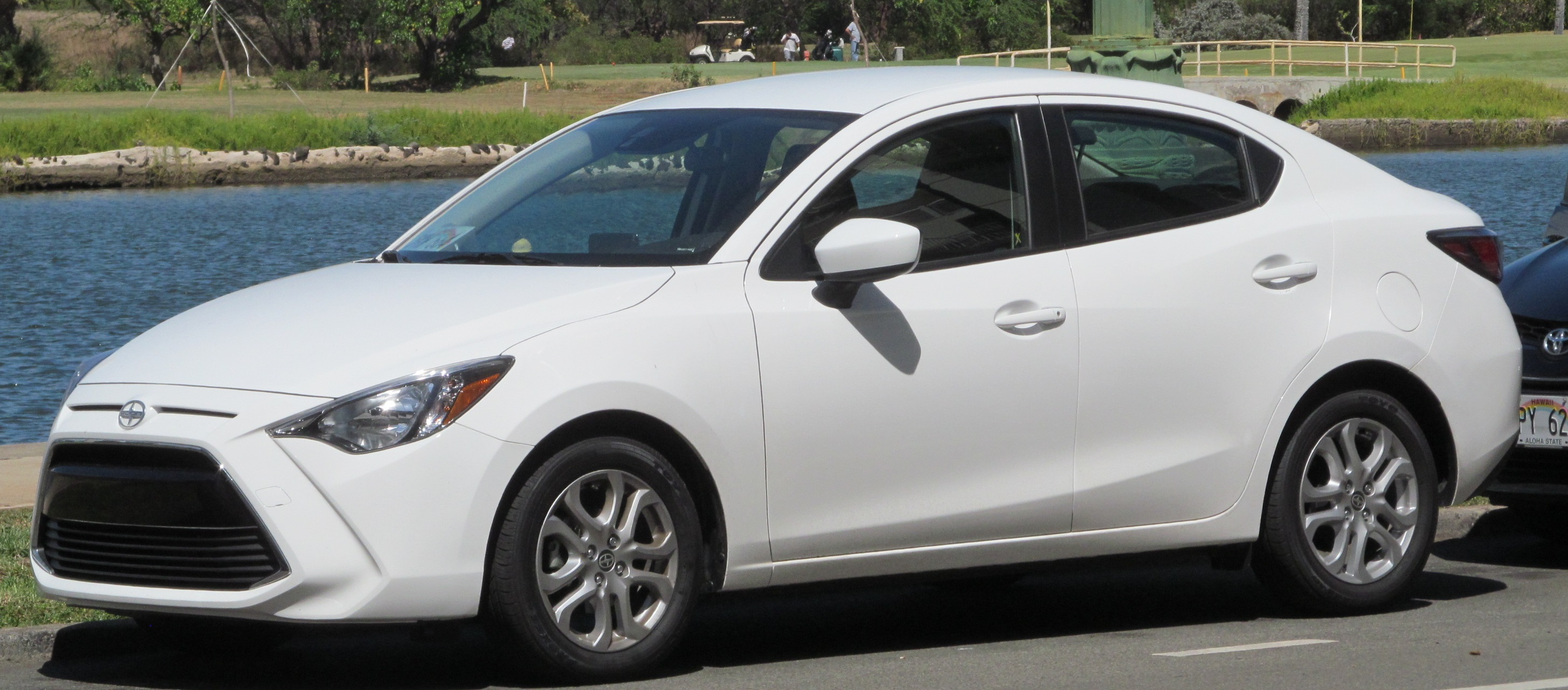
2016 Scion iA
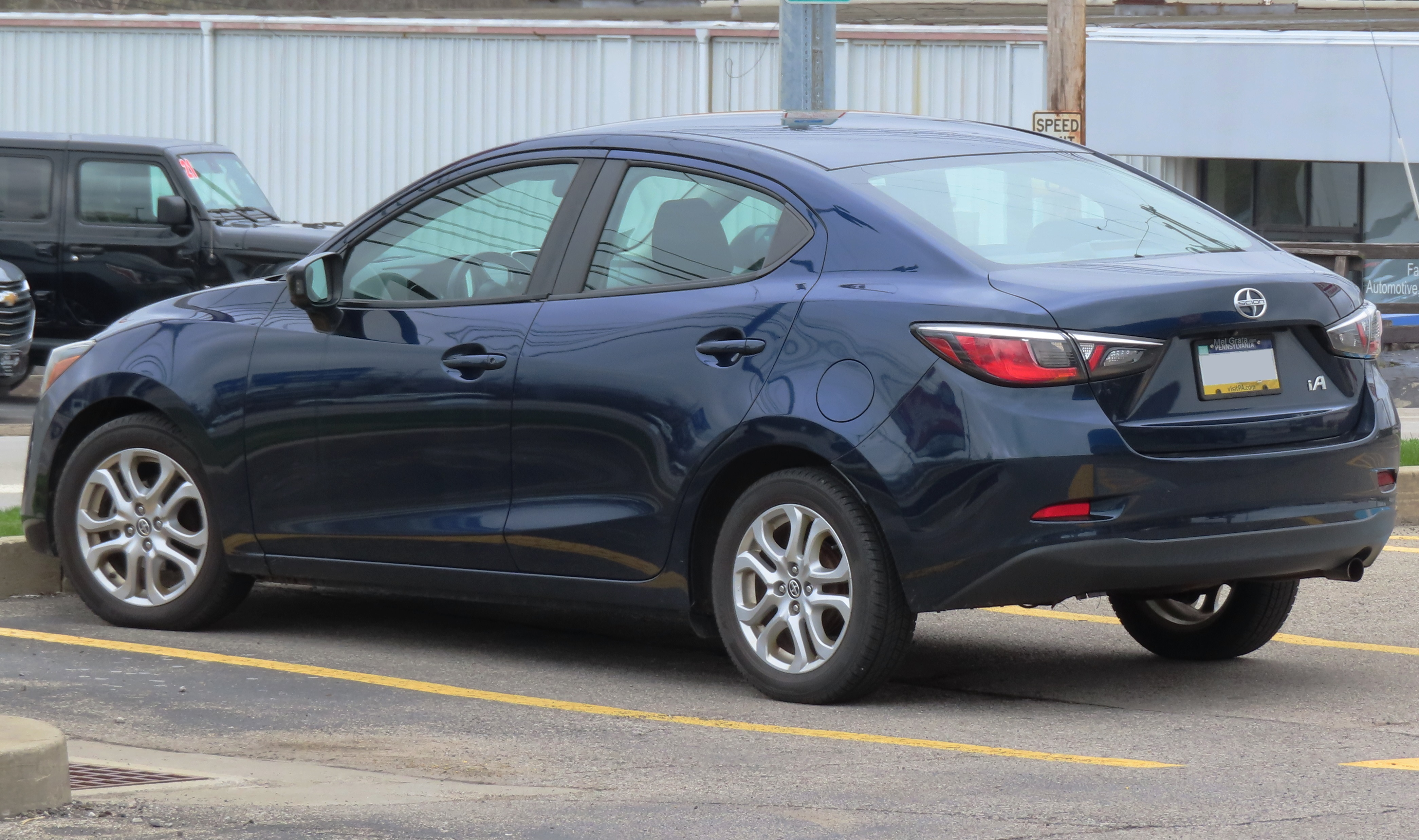
2016 Scion iA
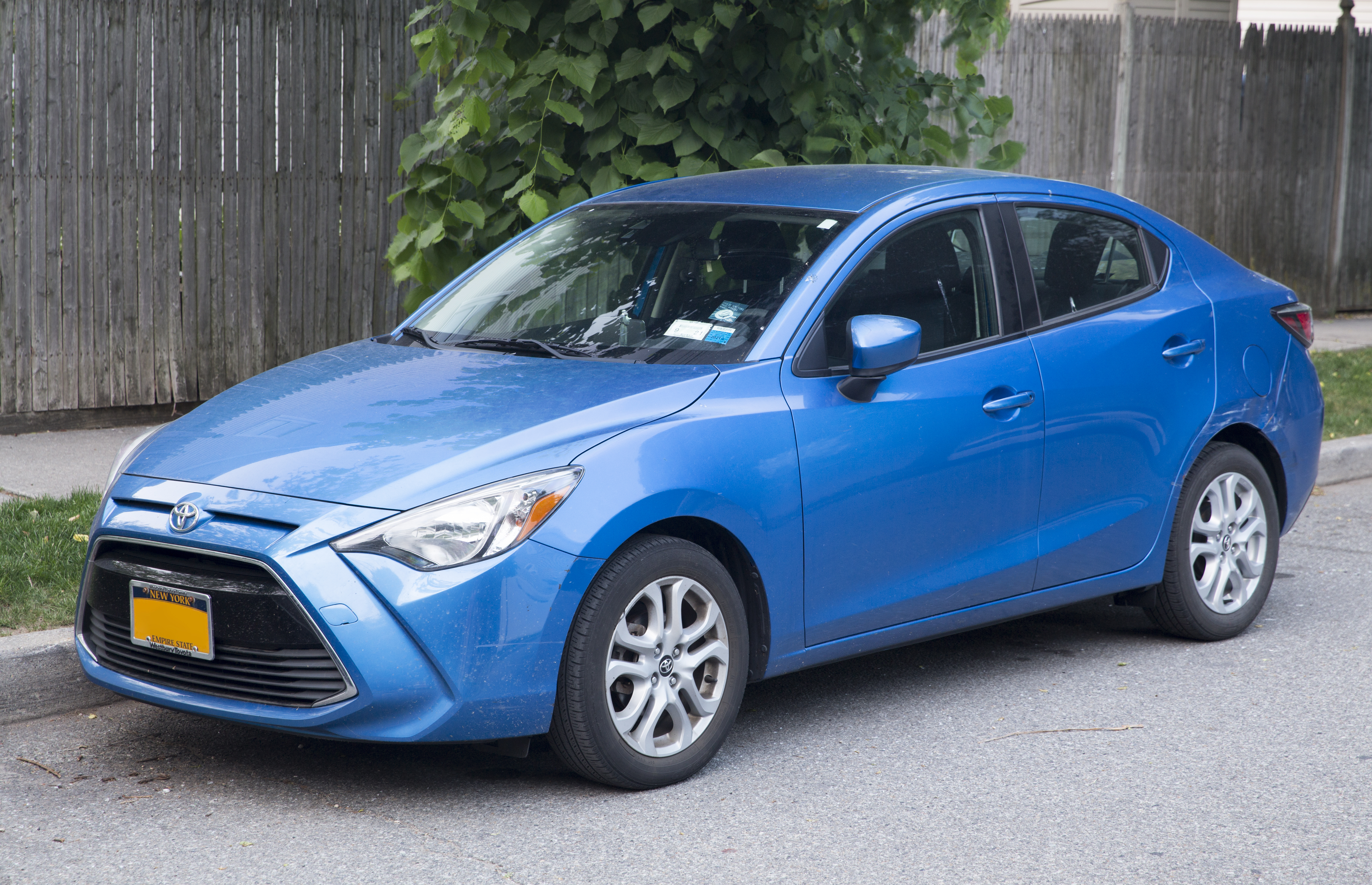
2017 Toyota Yaris iA седан
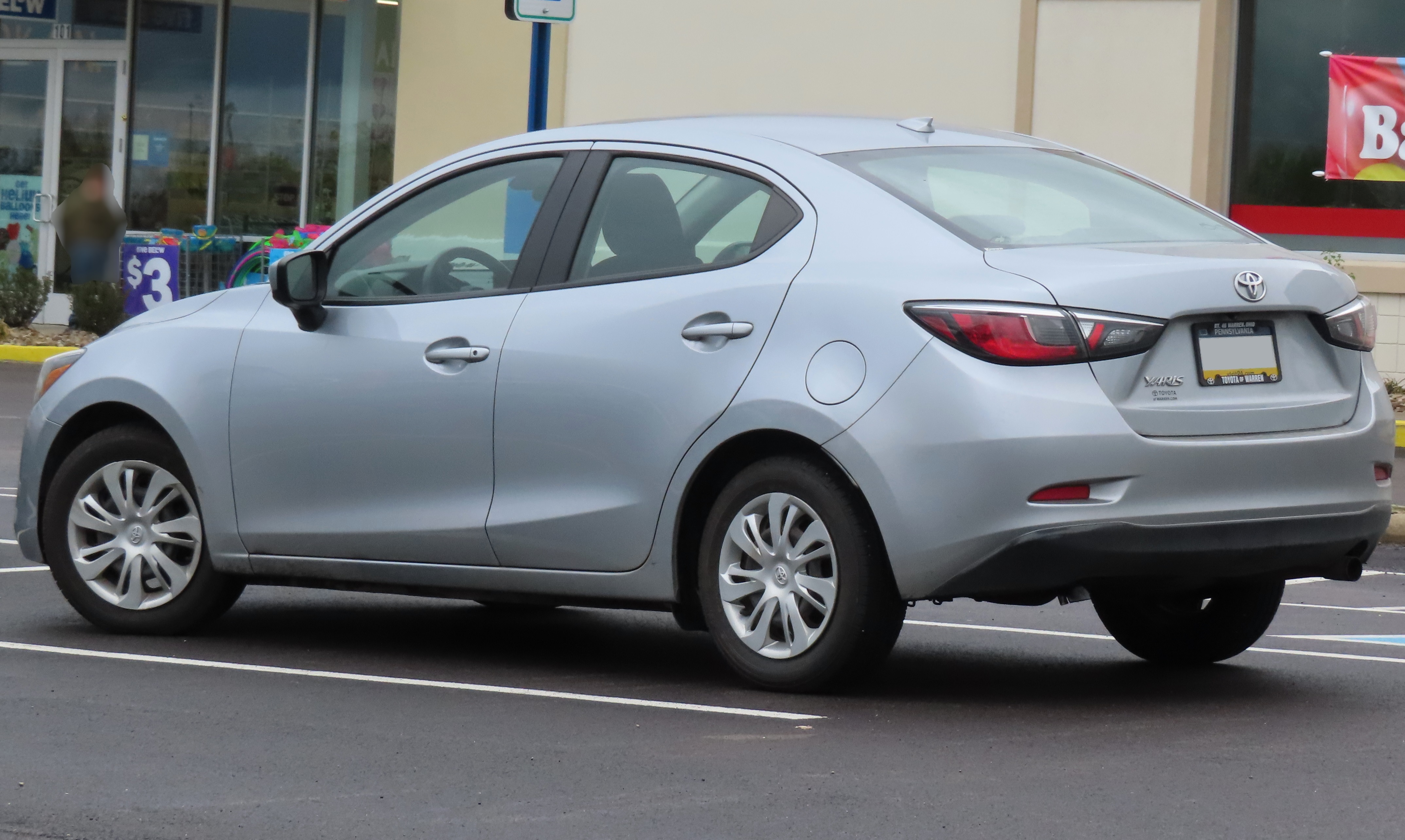
2020 Toyota Yaris L седан
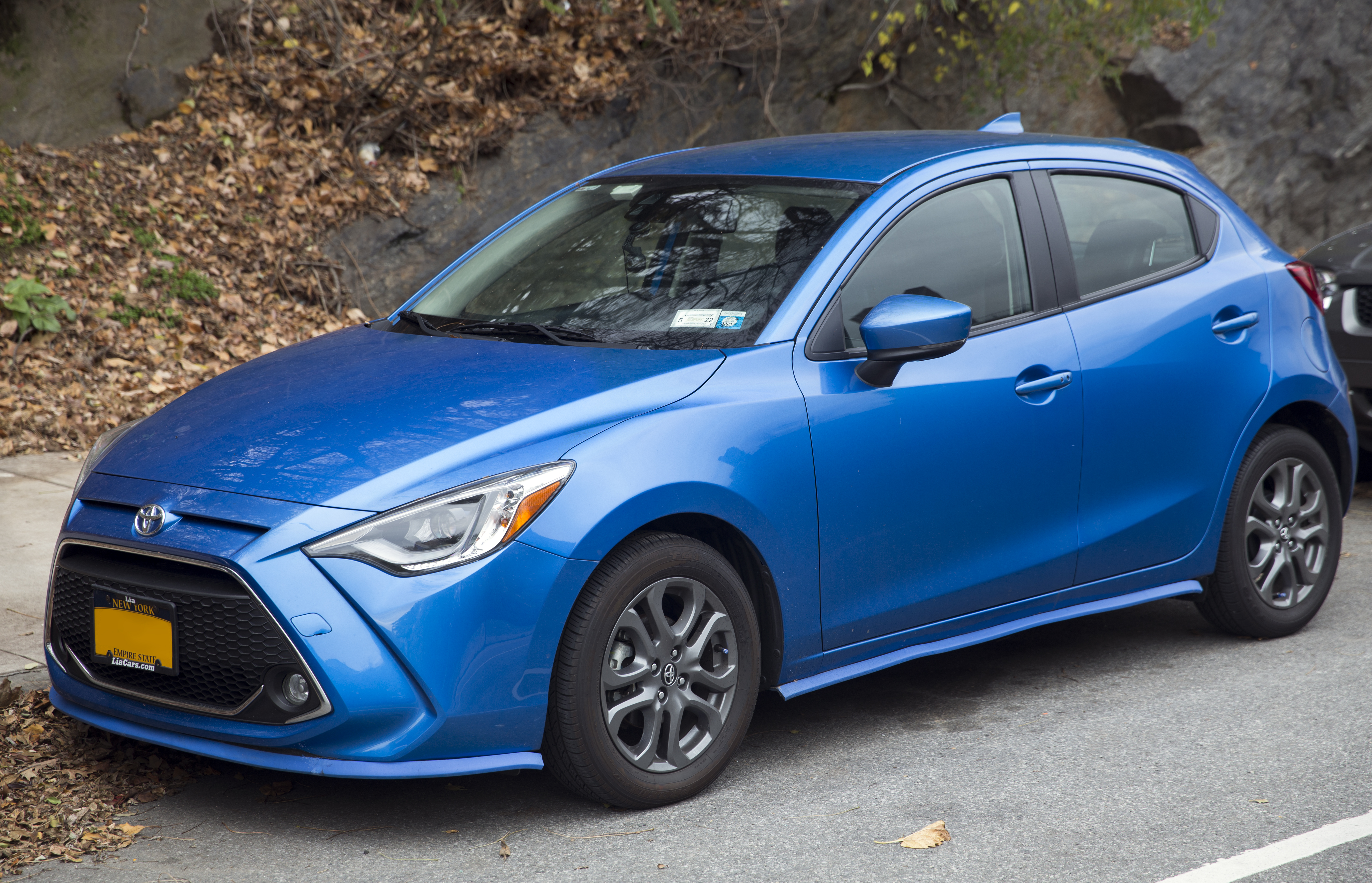
2020 Toyota Yaris XLE гетчбек
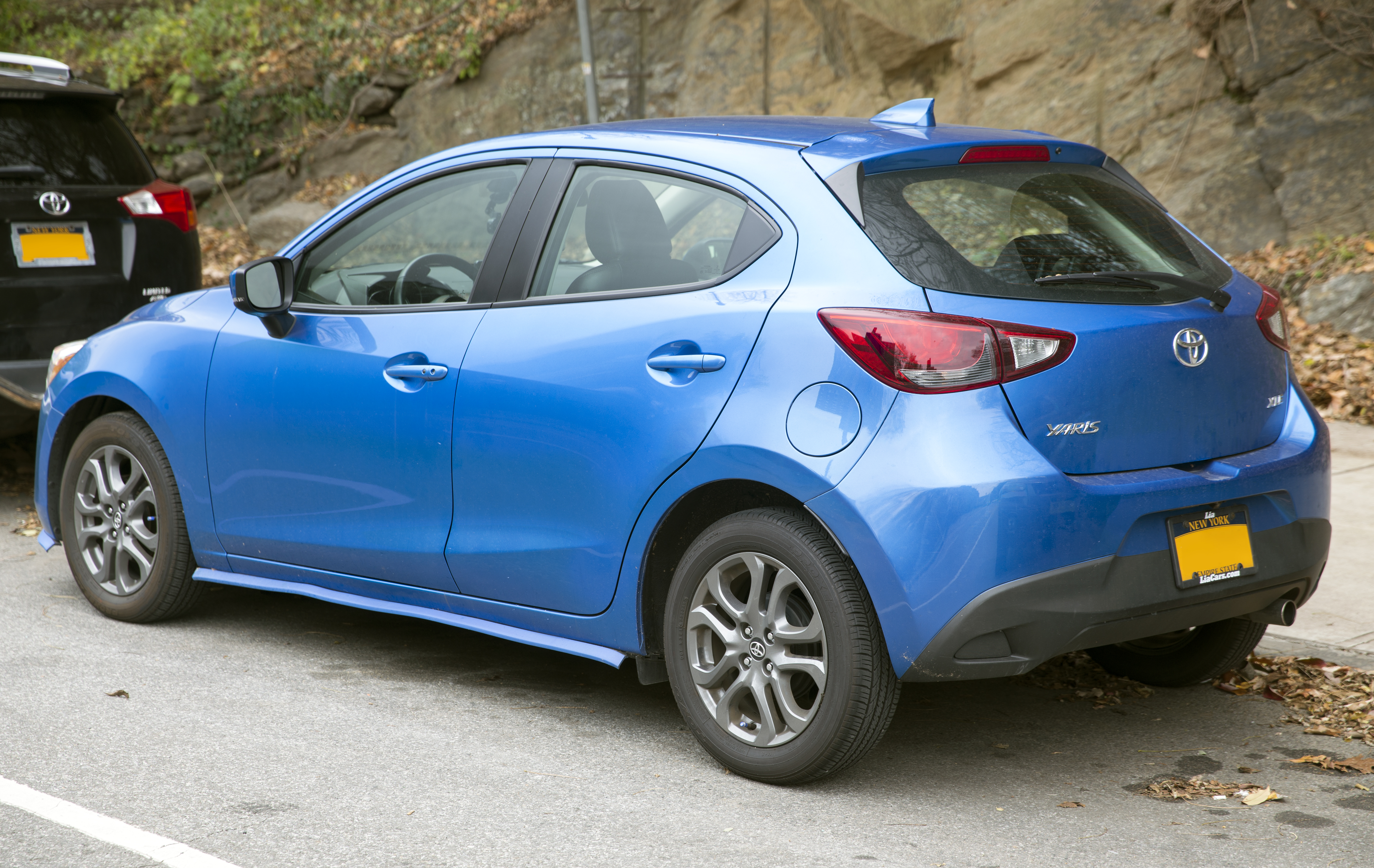
2020 Toyota Yaris XLE гетчбек

## Інші версії

### Модель на базі Toyota Yaris (XP210; з 2022)
Mazda2 Hybrid на базі Toyota Yaris Hybrid (XP210) надійшла у виробництво в грудні 2021 року, а продажі стартували в Європі з 2022 року, вона реалізується паралельно зі старішою моделлю DJ із бензиновим двигуном виробництва Mazda.

#### Двигун
гібрид:
- 1.5 л M15A-FXE I3